# El preu de la venjança
El preu de la venjança (Vendetta en anglès) és una pel·lícula de venjança d'acció i thriller nord-americana del 2022 escrita i dirigida per Jared Cohn i protagonitzada per Clive Standen, Theo Rossi, Mike Tyson, Thomas Jane i Bruce Willis.
Es va estrenar en sales limitades i plataformes sota demanda el 17 de maig de 2022 per Redbox Entertainment. Ha estat doblada i subtitulada al català.

## Sinopsi
Als afores de Geòrgia, l'home de família i exmarí William Duncan (Clive Standen) surt a sopar amb la seva filla de 16 anys, Kat (Maddie Nichols), una jugadora de softbol amb somnis de jugar professionalment. Mentre William va a pel menjar, Kat es queda al cotxe i és assassinada pels germans Rory (Theo Rossi) i Danny (Cabot Basden), per ordre del seu pare, en Donnie (Bruce Willis). Aviat són arrestats per les autoritats, però William manipula la cort per fallar, permetent a en Danny sortir en llibertat. William decideix perseguir-lo i el mata la nit següent. Enfurismats, Donnie i Rory s'embarquen en un camí de venjança per eliminar en William. Fallant en la seva missió, William finalment mata a en Rory i en Donnie.

## Repartiment
- Clive Standen com a William Duncan[4]
- Theo Rossi com a Rory Fetter
- Mike Tyson com a Roach
- Thomas Jane com a Dante
- Bruce Willis com a Donnie Fetter
- Kurt Yue com a Detectiu Brody
- Lauren Buglioli com a Jen Duncan
- Maddie Nichols com a Kat Duncan
- Derek Russo com a Zach
- Caia Coley com a Inferemra Pam

## Producció
El rodatge es va acabar el setembre de 2021.
Aquest mateix mes, Redbox Entertainment va anunciar que havia adquirit els drets de distribució nord-americans de la pel·lícula. El preu de la venjança és una de les últimes pel·lícules protagonitzades per Willis, que es va retirar de l'actuació perquè li van diagnosticar afàsia.